# Narrabri
Narrabri (6 102 habitants) est une ville du comté de Narrabri, située à l'intérieur des terres au Nord de la Nouvelle-Galles du Sud, en Australie, à 530 km au Nord-Ouest de Sydney, sur la rivière Namoi
Avant l'arrivée des Européens, c'était le pays du peuple aborigène « Kamilaroi » qui constitue encore une fraction importante de sa population.
Elle est au centre d'une région d'agriculture avec le coton, les céréales, les bovins et les ovins.
Le parc national de Pilliga s'étend dans le comté de Narrabri et protège la biodiversité de la forêt de Pilliga.

## Projet de gisement de gaz de charbon
Un projet de gisement de gaz de charbon a été proposé dans la région de Narrabri. Il s'étendra à l'ouest jusqu'au lac Yarrie, qui sera entouré de 450 puits de gaz avec 850 puits de gaz au cours des 20 prochaines années si le projet se concrétise. Le projet a été contesté par une coalition de résidents ruraux et d'écologistes urbains.

## Statistiques
- Statistiques sur Narrabri

## Personnalités liées à la commune
- Michael Brial (1970-), joueur de rugby à XV y est né
- Jamie Lyon (1982-) : joueur de rugby à XIII né à Narrabri.